# Стрихово
Стрихово (пол. Strychowo) — село в Польщі, у гміні Лубово Гнезненського повіту Великопольського воєводства.
Населення — 195 осіб (2011).
У 1975-1998 роках село належало до Познанського воєводства.

## Демографія
Демографічна структура станом на 31 березня 2011 року:
|          | Загалом | Допрацездатний вік | Працездатний вік | Постпрацездатний вік |
| -------- | ------- | ------------------ | ---------------- | -------------------- |
| Чоловіки | 101     | 24                 | 70               | 7                    |
| Жінки    | 94      | 15                 | 54               | 25                   |
| Разом    | 195     | 39                 | 124              | 32                   |